# Siphonolaimus ewensis
Siphonolaimus ewensis is een rondwormensoort uit de familie van de Siphonolaimidae. De wetenschappelijke naam van de soort is voor het eerst geldig gepubliceerd in 1973 door Warwick & Platt.